# Rio Gemenea
O Rio Gemenea é um rio da Romênia, afluente do Suha, localizado no distrito de Suceava.